# 奧里塔 (加利福尼亞州)
奧里塔（英語：Orita）是位於美國加利福尼亞州因皮里爾縣的一個非建制地區。該地的面積和人口皆未知。

## 地理
奧里塔的座標為32°58′38″N 115°24′19″W / 32.97722°N 115.40528°W，而該地的平均海拔高度為-28米（即-92英尺）。